# Strotihypera
Strotihypera is een geslacht van vlinders van de familie Uilen (Noctuidae), uit de onderfamilie Noctuinae.

## Soorten
- Strotihypera flavipuncta (Leech, 1889)
- Strotihypera macroplaga (Hampson, 1898)
- Strotihypera plumbeotincta Han & Kononenko, 2015
- Strotihypera semiochrea (Hampson, 1898)